# Liste von Erlebnismuseen
Dies ist eine Liste von Erlebnismuseen. Ein Erlebnismuseum präsentiert sein Angebot interaktiv mit dem Schwerpunkt des unmittelbaren Erlebens.

## Deutschland
| Bezeichnung                            | Bild | Standort                                              | Bundesland             | Errichtung Einweihung | Weitere Informationen |
| -------------------------------------- | ---- | ----------------------------------------------------- | ---------------------- | --------------------- | --------------------- |
| BallinStadt (= Auswanderermuseum)      |      | Hamburg (Lage)                                        | Hamburg                |                       |                       |
| Bibelhaus Erlebnismuseum               |      | Frankfurt am Main (Lage)                              | Hessen                 |                       |                       |
| Computerspielmuseum                    |      | Berlin, Karl-Marx-Allee 93A (Lage)                    | Berlin                 |                       |                       |
| Deutschlandmuseum                      |      | Berlin (Lage)                                         | Berlin                 |                       |                       |
| Deutsches Auswandererhaus              |      | Bremerhaven (Lage)                                    | Bremen                 |                       |                       |
| Deutsches Drahtmuseum                  |      | Altena (Lage)                                         | Nordrhein-Westfalen    |                       |                       |
| Deutsches Spionagemuseum               |      | Berlin (Lage)                                         | Berlin                 |                       |                       |
| Energeticon                            |      | Alsdorf (Lage)                                        | Nordrhein-Westfalen    |                       |                       |
| Erlebnismuseum Alten-Buseck            |      | Alten-Buseck (Lage)                                   | Hessen                 |                       |                       |
| Ernst Leitz Museum                     |      | Wetzlar (Lage)                                        | Hessen                 |                       | [ 1 ]                 |
| Erlebnismuseum Bödefeld                |      | Bödefeld (Hochsauerlandkreis) (Lage)                  | Nordrhein-Westfalen    |                       |                       |
| Europäisches Hansemuseum               |      | Lübeck (Lage)                                         | Schleswig-Holstein     |                       |                       |
| explorhino Science Center              |      | Aalen, Beethovenstraße 12 (Lage)                      | Baden-Württemberg      |                       | [ 2 ]                 |
| Flippermuseum Schwerin                 |      | Schwerin (Lage)                                       | Mecklenburg-Vorpommern |                       |                       |
| Flipper- und Arcademuseum Seligenstadt |      | Seligenstadt (Lage)                                   | Hessen                 |                       |                       |
| Freilicht- und Erlebnismuseum Ostfalen |      | Königslutter (Lage)                                   | Niedersachsen          |                       |                       |
| Fugger und Welser Erlebnismuseum       |      | Augsburg (Lage)                                       | Bayern                 |                       |                       |
| Manufaktur der Träume                  |      | Annaberg-Buchholz (Lage)                              | Sachsen                |                       |                       |
| Museum Hofmühle Immenstadt             |      | Immenstadt (Lage)                                     | Bayern                 |                       |                       |
| Illuseum Berlin                        |      | Berlin (Lage)                                         | Berlin                 |                       |                       |
| Museum der Illusionen                  |      | Hamburg, Lilienstraße 14–16 (Lage)                    | Hamburg                |                       |                       |
| Museum der Illusionen                  |      | Stuttgart, Mailänder Platz 27 (Lage)                  | Baden-Württemberg      |                       |                       |
| phæno                                  |      | Wolfsburg (Lage)                                      | Niedersachsen          |                       |                       |
| Phänomania                             |      | Carolinensiel (Lage)                                  | Niedersachsen          |                       |                       |
| Phänomenta Bremerhaven                 |      | Bremerhaven (Lage)                                    | Bremen                 |                       |                       |
| Phänomenta                             |      | Flensburg (Lage)                                      | Schleswig-Holstein     |                       |                       |
| PhanTECHNIKUM                          |      | Wismar (Lage)                                         | Mecklenburg-Vorpommern |                       |                       |
| RömerWelt                              |      | Rheinbrohl (Lage)                                     | Rheinland-Pfalz        |                       |                       |
| Science Center Spectrum                |      | Berlin (Lage)                                         | Berlin                 |                       |                       |
| Steiff Museum                          |      | Giengen an der Brenz, Margarete-Steiff-Platz 1 (Lage) | Baden-Württemberg      |                       |                       |
| Turm der Sinne                         |      | Nürnberg (Lage)                                       | Bayern                 |                       |                       |
| Universum Bremen                       |      | Bremen (Lage)                                         | Bremen                 |                       |                       |
| Vulkanhaus Strohn                      |      | Vulkaneifel (Lage)                                    | Rheinland-Pfalz        |                       |                       |
| Wortreich                              |      | Bad Hersfeld (Lage)                                   | Hessen                 |                       |                       |
| Zuckerfabrik Oldisleben                |      | Oldisleben (Lage)                                     | Thüringen              |                       |                       |

## Österreich
| Bezeichnung                       | Bild | Standort                               | Bundesland       | Errichtung Einweihung | Weitere Informationen |
| --------------------------------- | ---- | -------------------------------------- | ---------------- | --------------------- | --------------------- |
| Anzenaumühle                      |      | Lauffen, Anzenau 1 (Lage)              | Oberösterreich   |                       |                       |
| Erlebnismuseum Schönbach          |      | Schönbach                              | Niederösterreich |                       |                       |
| Granatium                         |      | Radenthein (Lage)                      | Kärnten          |                       |                       |
| Museum der Illusionen             |      | Wien, Wallnerstraße 4 (Lage)           | Wien             |                       |                       |
| Ochzethaus (Römer-Erlebnismuseum) |      | Altheim, Roßbacher Straße 2 (Lage)     | Oberösterreich   |                       |                       |
| Sonnenwelt Großschönau            |      | Großschönau, Sonnenplatz 1 (Lage)      | Niederösterreich |                       |                       |
| Swarovski Kristallwelten          |      | Wattens, Kristallweltenstraße 1 (Lage) | Tirol            |                       |                       |
| Vino Versum Poysdorf              |      | Poysdorf, Brünner Straße 28 (Lage)     | Niederösterreich |                       |                       |
| Time Travel Vienna                |      | Wien, Habsburgergasse 10A (Lage)       | Wien             |                       |                       |
| Villa Sinnenreich                 |      | Rohrbach-Berg, Bahnhofstraße 19 (Lage) | Oberösterreich   |                       |                       |

## Schweiz
- MIK Museum im Kornhaus, Rorschach, Kanton St. Gallen
- Swiss Science Center Technorama, Winterthur, Kanton Zürich
- Velomuseum, Rehetobel, Kanton Appenzell Ausserrhoden

## Weitere

### Asien
- Naturkundemuseum Tianjin, China
- Parliament Museum, Neu-Delhi, Indien
- Quezon City Experience (QCX), Quezon City, Philippinen

### Australien
- Timbertown, Wauchope, New South Wales, Australien

### Europa
- Cité des sciences et de l’industrie, Paris, Frankreich
- EPIC The Irish Emigration Museum, Dublin, Irland
- Experimentarium, Kopenhagen, Dänemark
- Historium, Brügge, Belgien
- Sápmi Culture Park, Karasjok, Norwegen
- Tallinna Legendid, Tallinn, Estland
- Végétarium, La Gacilly, Frankreich

### Nordamerika
- Adventure Science Center für Kinder, Nashville, Tennessee, USA
- Exploratorium (San Francisco), Kalifornien, USA
- Musée Mécanique, San Francisco, Kalifornien, USA
- Museo Descubre,  Aguascalientes, Mexiko
- Museo Interactivo de Economía (MIDE), Mexiko-Stadt (weltweit erstes Erlebnismuseum der Ökonomie)
- Roanoke Island Festival Park, Manteo, North Carolina, USA
- The Allman Brothers Band Museum, Macon, Georgia, USA

### Südamerika
- Maloka, Bogotá, Kolumbien
- Museo Interactivo EPM, Medellín, Kolumbien